# Andy Farrell
Andrew David Farrell (Wigan, 30 de mayo de 1975) es un entrenador y exjugador británico de rugby que se desempeñaba como centro. Fue internacional con La Rosa en 2007, es padre de Owen Farrell y el actual entrenador del XV del Trébol.

## Selección nacional
Brian Ashton lo convocó a La Rosa para disputar el Torneo de las Tres Naciones 2007 y debutó ante el XV del Cardo. En total jugó ocho partidos y marcó un try.

### Participaciones en Copas del Mundo
Ashton lo llevó a Francia 2007 como reserva, por detrás del titular Mike Catt y del suplente Olly Barkley. Farrel jugó como titular frente a los Springboks por la fase de grupos.
| Mundial                       | Sede    | Resultado  | PJ | Tries |
| ----------------------------- | ------- | ---------- | -- | ----- |
| Copa Mundial de Rugby de 2007 | Francia | Subcampeón | 3  | 1     |

## Entrenador
Farrell jugó profesionalmente rugby league de 1993 a 2005, cuando lo abandonó para ser contratado por los Saracens y cuando se retiró se hizo su entrenador asistente. Su buen desempeño le permitió ser entrenador de Defensa de La Rosa como asistente de Stuart Lancaster.

### Irlanda
Con la salida de Lancaster, se unió al Munster Rugby bajo el entrenador kiwi Joe Schmidt y cuando este fue nombrado técnico del XV del Trébol lo llevó consigo. Finalizado Japón 2019 Schmidt se retiró de Irlanda y Farrell asumió en su lugar.